# Challenger de Salinas

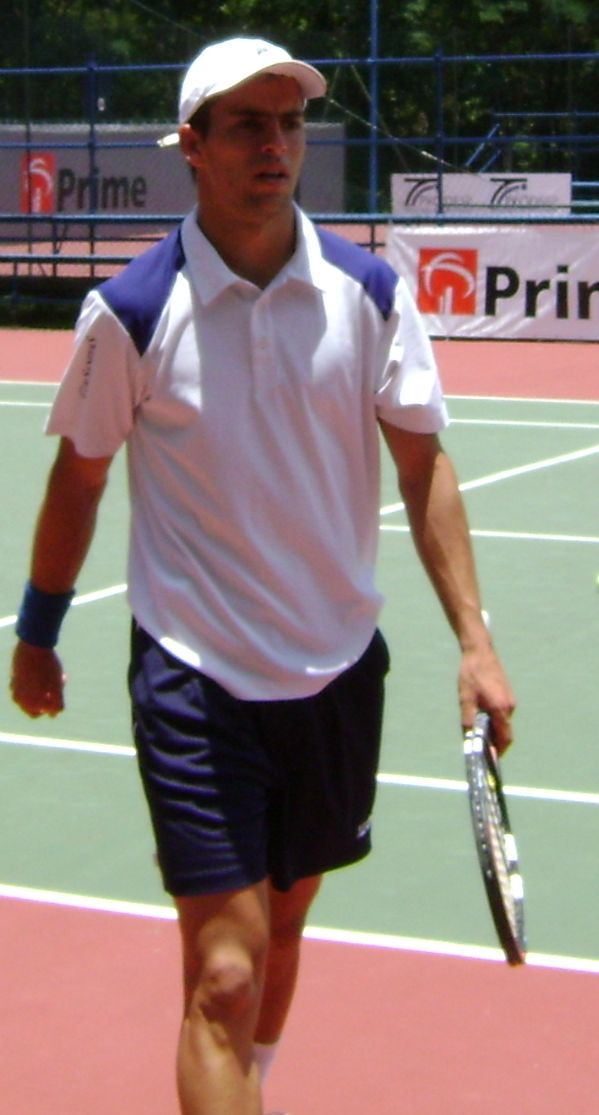
El colombiano Santiago Giraldo, ganador del título en el año 2009, tras disputar la final ante el estadounidense Michael Russell

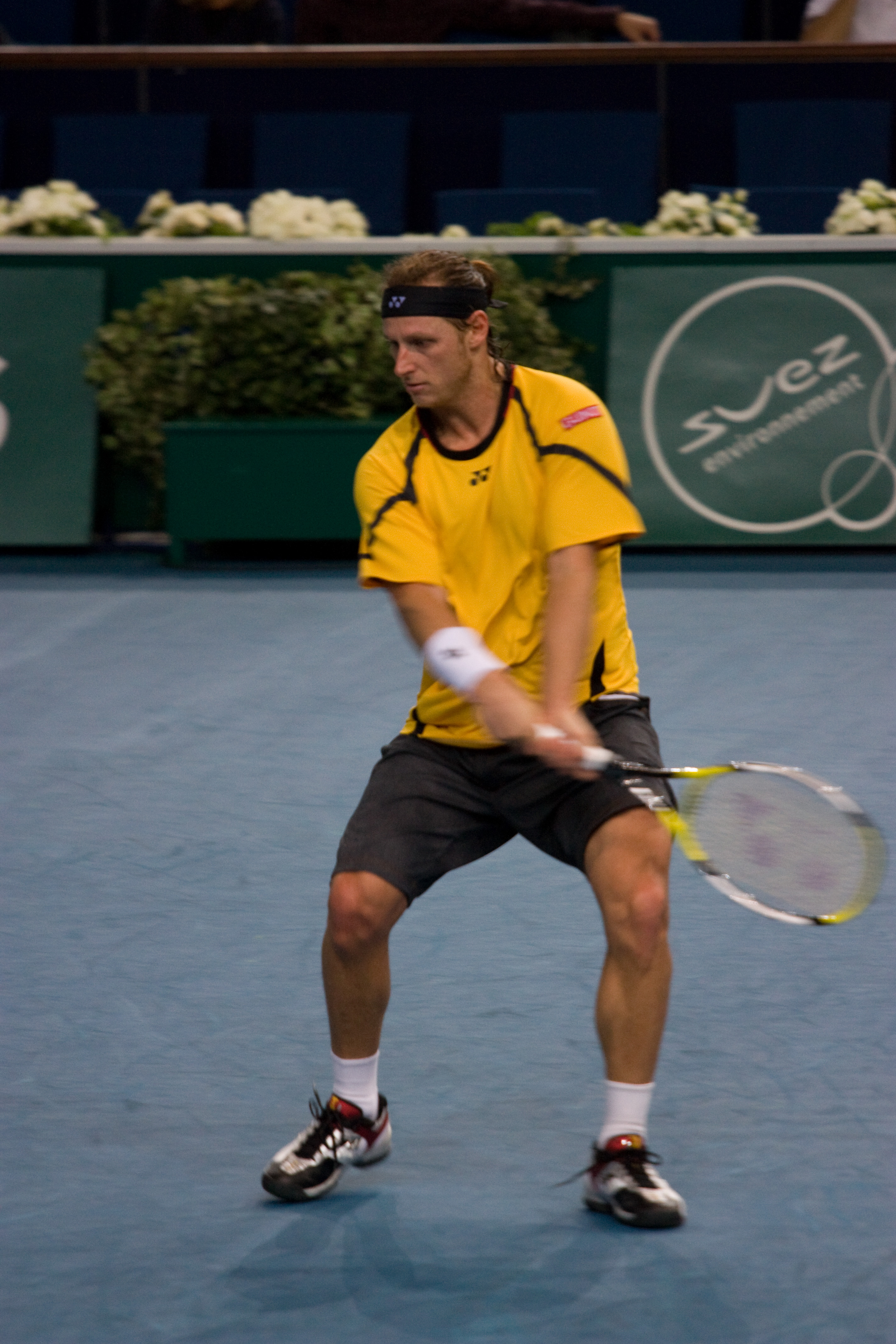
El argentino David Nalbandian, ganador de la edición 2001 en individuales y también en dobles junto al peruano Luis Horna)

EL Challenger ATP de Salinas Diario Expreso es un torneo profesional de tenis. Pertenece al ATP Challenger Series. Se juega desde el año 1996 sobre pistas duras, en Salinas, Ecuador.

## Palmarés

### Individuales
| Año                      | Campeón                | Finalista                 | Resultado           |
| ------------------------ | ---------------------- | ------------------------- | ------------------- |
| 1996                     | Óscar Martínez         | Luis Morejón              | 6–2, 6–7, 6–3       |
| 1997                     | Oliver Gross           | Gilbert Schaller          | 6–1, 3–6, 6–2       |
| 1998                     | André Sá               | Guillermo Cañas           | 7–5, 5–7, 6–4       |
| 1999                     | Juan Ignacio Chela     | Hernán Gumy               | 6–4, 7–6            |
| 2000                     | Davide Sanguinetti     | Luis Horna                | 6–2, 6–2            |
| 2001                     | David Nalbandian       | Ronald Agénor             | 6–4, 6–2            |
| 2002                     | Iván Miranda           | Ricardo Mello             | 6–3, 6–4            |
| 2003                     | Giovanni Lapentti      | Iván Miranda              | 6–3, 6–4            |
| 2004                     | Alejandro Falla        | Gilles Müller             | 6–7(6), 6–2, 6–2    |
| 2005                     | Dennis van Scheppingen | Franco Ferreiro           | 6–2, 6–4            |
| 2006                     | Benjamin Becker        | Jesse Witten              | 4–6, 6–3, 6–2       |
| 2007                     | Juan Pablo Brzezicki   | Marcos Daniel             | 6–4, 6–4            |
| 2008                     | Iván Miranda           | Diego Junqueira           | 6–2, 6–2            |
| 2009                     | Santiago Giraldo       | Michael Russell           | 6–3, 6–2            |
| 2010                     | Brian Dabul            | Nicolás Massú             | 6–3, 6–2            |
| 2011                     | Andrés Molteni         | Horacio Zeballos          | 7–5, 7–6(4)         |
| 2012                     | Guido Pella            | Paolo Lorenzi             | 1–6, 7–5, 6–3       |
| 2013                     | Alejandro González     | Renzo Olivo               | 4-6 6-3, 7-6(7)     |
| 2014                     | Víctor Estrella        | Andrea Collarini          | 6-3, 6-4            |
| No disputado (2015-2020) |                        |                           |                     |
| 2021-I                   | Nicolás Jarry          | Nicolás Mejía             | 7-6(7), 6-1         |
| 2021-II                  | Emilio Gómez           | Nicolás Jarry             | 6-4, 6-7(6), 4-6    |
| 2022                     | Emilio Gómez           | Nicolás Moreno de Alborán | 6-7(2), 7-6(4), 7-5 |
| 2023                     | Iliá Márchenko         | Matija Pecotić            | 6-4, 6-4            |

### Dobles
| Año                      | Campeones                               | Finalistas                            | Resultado           |
| ------------------------ | --------------------------------------- | ------------------------------------- | ------------------- |
| 1996                     | Juan Carlos Bianchi Claude N'Goran      | Daniel Orsanic Laurence Tieleman      | 7–5, 6–4            |
| 1997                     | Fernando Meligeni André Sá              | Donald Johnson Francisco Montana      | 6–3, 3–6, 6–3       |
| 1998                     | David DiLucia Michael Sell              | Mariano Hood Sebastián Prieto         | 7–6, 6–4            |
| 1999                     | Mariano Hood Sebastián Prieto           | Lucas Arnold Ker Daniel Orsanic       | 6–2, 7–6            |
| 2000                     | Juan Balcells Mauricio Hadad            | Emilio Benfele Álvarez Álex Calatrava | walkover            |
| 2001                     | Luis Horna David Nalbandian             | Daniel Melo Flávio Saretta            | 6–4, 0–6, 6–1       |
| 2002                     | Brandon Coupe Jeff Salzenstein          | Martín Rodríguez Diego Veronelli      | 6–7(3), 6–4, 7–6(3) |
| 2003                     | Martín García Sebastián Prieto          | Michael Kohlmann Harel Levy           | walkover            |
| 2004                     | Federico Browne Aisam-ul-Haq Qureshi    | José de Armas Eric Nunez              | 6–3, 6–3            |
| 2005                     | Juan Pablo Brzezicki Cristian Villagrán | Juan Pablo Guzmán Sergio Roitman      | 6–2, 6–4            |
| 2006                     | Thiago Alves Júlio Silva                | André Ghem Alexandre Simoni           | 3–6, 6–4, 10–4      |
| 2007                     | Scott Lipsky David Martin               | Thiago Alves Franco Ferreiro          | 7–5, 7–6(9)         |
| 2008                     | Júlio Silva Caio Zampieri               | Sebastián Decoud Dick Norman          | 7–6(6), 6–2         |
| 2009                     | Sanchai Ratiwatana Sonchat Ratiwatana   | Juan Pablo Brzezicki Iván Miranda     | 6–3, 7–6(4)         |
| 2010                     | Jonathan Marray Jamie Murray            | Sanchai Ratiwatana Sonchat Ratiwatana | 6–3, 6–4            |
| 2011                     | Facundo Bagnis Federico Delbonis        | Rogério Dutra da Silva João Souza     | 6–2, 6–1            |
| 2012                     | Martín Alund Horacio Zeballos           | Ariel Behar Carlos Salamanca          | 6–3, 6–3            |
| 2013                     | Sergio Galdós Marco Trungelliti         | Jean Andersen Izak van der Merwe      | 6-4, 6-4            |
| 2014                     | Roberto Maytín Fernando Romboli         | Hugo Dellien Eduardo Schwank          | 6–3, 6–4            |
| No disputado (2015-2020) |                                         |                                       |                     |
| 2021-1                   | Miguel Ángel Reyes Fernando Romboli     | Diego Hidalgo Skander Mansouri        | 7-5, 4-6, [10-2]    |
| 2021-2                   | Nicolás Barrientos Sergio Galdós        | Antonio Cayetano Thiago Tirante       | W/O                 |
| 2022                     | Yuki Bhambri Saketh Myneni              | JC Aragone Roberto Quiroz             | 4-6, 6-3, [10-7]    |
| 2023                     | Vasil Kirkov Alfredo Perez              | Ángel Díaz Jalil Álvaro Guillén Meza  | 7–5, 7–5            |